# (3322) Lidiya
(3322) Lidiya est un astéroïde de la ceinture principale.

## Description
(3322) Lidiya est un astéroïde de la ceinture principale. Il fut découvert le 1er décembre 1975 à Naoutchnyï par Tamara Smirnova. Il présente une orbite caractérisée par un demi-grand axe de 2,39 UA, une excentricité de 0,22 et une inclinaison de 23,5° par rapport à l'écliptique.

## Compléments